# عمق سطح فوکوس

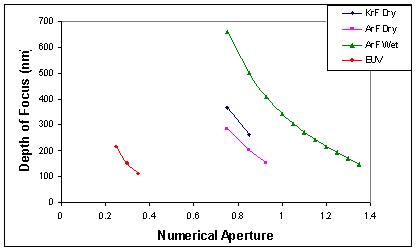

عمق سطح فوکوس، یک مفهوم اپتیکی در لنز دوربین عکاسی است، یعنی قدرت منطبق کردن سطح تصویر حاصل از لنز با سطح فیلم در داخل دوربین.
در یک دوربین عکاسی، عمق سطح فوکوس به محدوده‌ای گفته می‌شود که فیلم می‌تواند در آن محدوده جابجا شود بدون اینکه وضوح تصویر کم شود و چنانچه از عنوان سطح برمی‌آید، معمولاً در حد میلی‌متر می‌باشد.